# Olímpia de l'Epir
|  | No s'ha de confondre amb Olimpíada de l'Epir. |

Olímpia o Olimpíada (grec antic: Ὀλυμπιάς, Olympiás) fou reina de Macedònia, esposa de Filip II de Macedònia i mare d'Alexandre el Gran. Era filla del rei de l'Epir, Neoptòlem I de l'Epir, qui afirmava ser descendent de Neoptòlem, fill d'Aquil·les.
Tenia un caràcter vehement i apassionat, i era aficionada als ritus i orgies relacionats amb el culte a Orfeu i Dionís. Filip la va conèixer a Samotràcia, on era sacerdotessa, i se'n va enamorar, però no s'hi va casar fins a pujar al tron el 359 aC.
Alexandre va néixer el 356 aC (es rumorejà que Olímpia no hauria estat fecundada per Filip, sinó més aviat en una de les freqüents orgies en què es veien implicades les sacerdotesses del culte de Dionís) i després va néixer una filla, Cleòpatra.
Quan Filip es va casar amb Cleòpatra de Macedònia, neboda del general Àtal (337 aC), Olímpia es va retirar a la cort del seu germà, el rei Alexandre I de l'Epir, al qual va incitar a la guerra contra el Regne de Macedònia i va seguir intrigant amb els seus partidaris de la cort macedònia. Molts autors sospiten que va donar suport a l'assassinat del rei per Pausànies d'Orèstia, el 336 aC. Llavors, va tornar a Macedònia on, com a mare del rei, va gaudir de la més alta influència i consideració; en absència del fill, va fer matar la seva rival, la reina Cleòpatra, amb el seu fill nadó, cosa que va indignar Alexandre. Tot i així, aquest li va continuar mostrant respecte. Olímpia estava especialment en contra de l'amistat entre Alexandre i Hefestió. Per reforçar la divinitat del seu fill, va proclamar durant tota la vida que no havia estat fecundada per Filip, sinó que l'havia fecundat Zeus en una nit quan el déu se li va presentar en forma de serp i la va posseir.
Quan Alexandre va donar el govern de Macedònia a Antípatre, li va prohibir a la seva mare interferir en els afers polítics. Les seves denúncies contra Antípatre devien tenir algun efecte en Alexandre, que va nomenar regent Cràter d'Orèstia i va encarregar a Antípatre de portar reforços a Babilònia, però la mort del rei (323 aC) va capgirar la situació i deixà a Antípatre amb el control absolut a Macedònia i Grècia.
Olímpia se'n va anar a l'Epir, on va convèncer el seu cosí Eàcides a unir-se als grecs en la guerra contra Antípatre, però els epirotes estaven en contra d'aquesta guerra i la victòria del regent sobre els grecs va posar fi a les esperances d'Olímpia.
La mort de Lleonat, que esperava erigir-se en rival d'Antípatre, en la Guerra de Làmia, la va posar al camp de Perdicas d'Orèstia, a qui va oferir la mà de la seva filla Cleòpatra per oposar-se al projecte d'enllaç de Perdicas amb Nicea, la filla d'Antípatre. Perdicas no hi va acceptar ni rebutjar, però secretament va decidir acceptar; tanmateix, la seva mort a Egipte (321 aC) va posar fi a aquestes expectatives.
Olímpia va restar a l'exili a l'Epir fins a la mort d'Antípatre (319 aC). El nou regent, Polipercó, que necessitava suports contra Cassandre, fill d'Antípatre, li va demanar el retorn a Macedònia oficialment per cuidar-se del jove príncep Alexandre IV de Macedònia, el fill d'Alexandre el Gran i Roxana. Olímpia, però, va seguir el consell d'Èumenes de Càrdia i va restar a l'Epir fins que la guerra es decidís, encara que va jugar la seva influència en favor de Polipercó a Grècia i d'Èumenes a Àsia. Durant un temps, les coses no li foren favorables; Polipercó va patir diverses derrotes a Grècia i Cassandre es va aliar a Eurídice III de Macedònia, i el partit contrari a Olímpia semblava imposar-se, i finalment el 317 aC va decidir prendre part més activa en el conflicte i es va reunir amb Polipercó al capdavant d'un exèrcit aixecat pel rei de l'Epir i posat al seu servei. Quan la mare d'Alexandre va aparèixer al camp, els soldats de Cassandre i Eurídice es van declarar a favor seu.
Eurídice va fugir a Amfípolis, on va caure en mans de la seva rival, i fou executada junt amb el seu marit, el rei Filip III Arrideu; també va fer matar Nicànor, el germà de Cassandre, i un centenar dels partidaris d'aquest entre la noblesa macedònia. El seu triomf fou de curta durada, ja que les seves crueltats li van privar del suport popular i Cassandre, que havia fugit al Peloponès, va poder fer aixecar el setge de Tegea i començar el combat contra les forces macedònies.
Quan Cassandre s'acostava, Olímpia, junt amb Roxana i el jove Alexandre, es van retirar a Pidna, on esperaven resistir fins que Polipercó i Eàcides poguessin anar en el seu ajut, però Cassandre va aconseguir tallar tots els enviaments d'ajut i va bloquejar la ciutat estretament per terra i mar. A la primavera del 316 aC, la ciutat estava abocada a la fam i Olímpia es va haver de rendir, estipulant en el pacte de rendició que la seva vida seria respectada. Però, una vegada a les seves mans, Cassandre la van presentar davant l'assemblea de macedonis, acusant-la de les darreres morts, i la va fer condemnar a mort.
Cassandre va enviar uns soldats a matar-la i, encara que aquests soldats van dubtar a fer-ho, finalment els amics dels qui havia fet matar van prendre la iniciativa, i va morir de les ferides. Cassandre no li va voler donar sepultura.

## Bibliografa
- Plutarc, Alexandre, Vides paral·leles, online at Perseus Project.
- Heckel, Waldemar. Who's who in the age of Alexander the Great: prosopography of Alexander's empire.  Wiley-Blackwell, 2006. ISBN 1-4051-1210-7.
- Waterfield, Robin. Dividing the Spoils: The War for Alexander the Great’s Empire.  Nova York: Oxford University Press, 2011, p. 273 pages.. ISBN 9780199647002.